# Skate Canada 2018
Navigation
Édition précédente Édition suivante
Le Skate Canada (ou Internationaux Patinage Canada) est une compétition internationale de patinage artistique qui se déroule au Canada au cours de l'automne. Il accueille des patineurs amateurs de niveau senior dans quatre catégories: simple messieurs, simple dames, couple artistique et danse sur glace.
Le quarante-cinquième Skate Canada est organisé du 26 au 28 octobre 2018 à la Place Bell de Laval dans la province de Québec. Il est la deuxième compétition du Grand Prix ISU senior de la saison 2018/2019.

## Résultats

### Messieurs

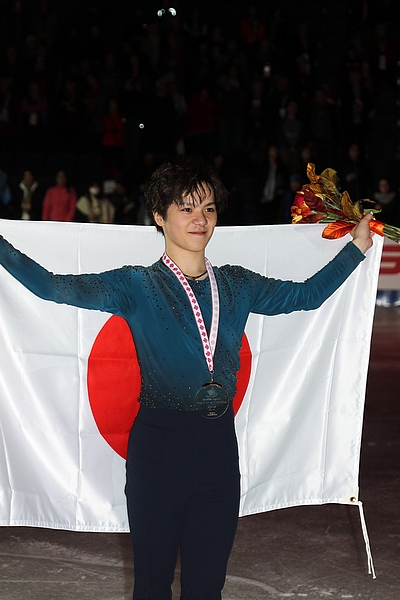
Le médaillée d'or Shoma Uno

| Rang | Nom               | Pays         | Points | Programme court | Programme court | Programme libre | Programme libre |
| ---- | ----------------- | ------------ | ------ | --------------- | --------------- | --------------- | --------------- |
| 1    | Shoma Uno         | Japon        | 277.25 | 2               | 88.87           | 1               | 188.38          |
| 2    | Keegan Messing    | Canada       | 265.17 | 1               | 95.05           | 2               | 170.12          |
| 3    | Cha Jun-hwan      | Corée du Sud | 254.77 | 3               | 88.86           | 3               | 165.91          |
| 4    | Aleksandr Samarin | Russie       | 248.78 | 4               | 88.06           | 4               | 160.72          |
| 5    | Nam Nguyen        | Canada       | 240.94 | 7               | 82.22           | 5               | 158.72          |
| 6    | Jason Brown       | États-Unis   | 234.97 | 11              | 76.46           | 6               | 158.51          |
| 7    | Kevin Aymoz       | France       | 230.09 | 10              | 78.83           | 7               | 151.26          |
| 8    | Daniel Samohin    | Israël       | 225.89 | 5               | 84.90           | 9               | 140.99          |
| 9    | Kazuki Tomono     | Japon        | 220.83 | 8               | 81.63           | 10              | 139.20          |
| 10   | Alexander Majorov | Suède        | 220.30 | 6               | 84.64           | 12              | 135.66          |
| 11   | Brendan Kerry     | Australie    | 220.08 | 9               | 80.99           | 11              | 139.09          |
| 12   | Roman Sadovsky    | Canada       | 210.60 | 12              | 67.72           | 8               | 142.88          |

### Dames
| Rang | Nom                    | Pays       | Points | Programme court | Programme court | Programme libre | Programme libre |
| ---- | ---------------------- | ---------- | ------ | --------------- | --------------- | --------------- | --------------- |
| 1    | Elizaveta Tuktamysheva | Russie     | 203.32 | 1               | 74.22           | 3               | 129.10          |
| 2    | Mako Yamashita         | Japon      | 203.06 | 3               | 66.30           | 2               | 136.76          |
| 3    | Ievguenia Medvedeva    | Russie     | 197.91 | 7               | 60.83           | 1               | 137.08          |
| 4    | Mariah Bell            | États-Unis | 190.25 | 5               | 63.35           | 4               | 126.90          |
| 5    | Elizabet Tursynbaeva   | Kazakhstan | 185.71 | 6               | 61.19           | 5               | 124.52          |
| 6    | Wakaba Higuchi         | Japon      | 181.29 | 2               | 66.51           | 7               | 114.78          |
| 7    | Starr Andrews          | États-Unis | 174.72 | 4               | 64.77           | 9               | 109.95          |
| 8    | Alaine Chartrand       | Canada     | 172.17 | 8               | 60.47           | 8               | 111.70          |
| 9    | Daria Panenkova        | Russie     | 168.54 | 11              | 51.41           | 6               | 117.13          |
| 10   | Alicia Pineault        | Canada     | 158.29 | 9               | 59.02           | 11              | 99.27           |
| 11   | Yura Matsuda           | Japon      | 157.59 | 10              | 53.35           | 10              | 104.24          |

### Couples
| Rang | Nom                                        | Pays       | Points | Programme court | Programme court | Programme libre | Programme libre |
| ---- | ------------------------------------------ | ---------- | ------ | --------------- | --------------- | --------------- | --------------- |
| 1    | Vanessa James / Morgan Ciprès              | France     | 221.81 | 1               | 74.51           | 1               | 147.30          |
| 2    | Peng Cheng / Jin Yang                      | Chine      | 201.08 | 2               | 72.00           | 4               | 129.08          |
| 3    | Kirsten Moore-Towers / Michael Marinaro    | Canada     | 200.93 | 3               | 71.26           | 3               | 129.67          |
| 4    | Aleksandra Boikova / Dmitrii Kozlovskii    | Russie     | 196.54 | 4               | 64.57           | 2               | 131.97          |
| 5    | Evelyn Walsh / Trennt Michaud              | Canada     | 172.53 | 6               | 59.59           | 6               | 112.94          |
| 6    | Haven Denney / Brandon Frazier             | États-Unis | 170.22 | 8               | 55.31           | 5               | 114.91          |
| 7    | Ekaterina Alexandrovskaïa / Harley Windsor | Australie  | 166.95 | 5               | 60.77           | 7               | 106.18          |
| 8    | Camille Ruest / Andrew Wolfe               | Canada     | 162.16 | 7               | 57.53           | 8               | 104.63          |

### Danse sur glace
| Rang | Nom                                    | Pays        | Points | Danse rythmique | Danse rythmique | Danse libre | Danse libre |
| ---- | -------------------------------------- | ----------- | ------ | --------------- | --------------- | ----------- | ----------- |
| 1    | Madison Hubbell / Zachary Donohue      | États-Unis  | 200.76 | 1               | 80.49           | 2           | 120.27      |
| 2    | Victoria Sinitsina / Nikita Katsalapov | Russie      | 195.17 | 2               | 74.66           | 1           | 120.51      |
| 3    | Piper Gilles / Paul Poirier            | Canada      | 186.97 | 6               | 66.95           | 3           | 120.02      |
| 4    | Marie-Jade Lauriault / Romain Le Gac   | France      | 180.32 | 4               | 68.90           | 4           | 111.42      |
| 5    | Olivia Smart / Adrià Díaz              | Espagne     | 176.57 | 3               | 72.35           | 5           | 104.22      |
| 6    | Wang Shiyue / Liu Xinyu                | Chine       | 165.88 | 5               | 66.96           | 8           | 98.92       |
| 7    | Robynne Tweedale / Joseph Buckland     | Royaume-Uni | 162.50 | 8               | 62.65           | 6           | 99.85       |
| 8    | Carolane Soucisse / Shane Firus        | Canada      | 156.74 | 9               | 57.10           | 7           | 99.64       |
| 9    | Haley Sales / Nikolas Wamsteeker       | Canada      | 150.23 | 10              | 57.09           | 9           | 93.14       |
| 10   | Anastasia Skoptcova / Kirill Aleshin   | Russie      | 147.99 | 7               | 62.68           | 10          | 85.31       |

## Source
- Résultats du Skate Canada 2018 sur le site de l'ISU